# Papuapsylla luluae
Papuapsylla luluae är en loppart som beskrevs av Holland 1969. Papuapsylla luluae ingår i släktet Papuapsylla och familjen Stivaliidae. Inga underarter finns listade i Catalogue of Life.